# Peanuts Holland
Herbert Lee "Peanuts" Holland (Norfolk, Virginia, 9 februari 1910 - Stockholm, Zweden, 7 februari 1979) was een Amerikaanse jazz-trompettist en zanger, bekend door zijn werk in het swing-tijdperk.
Holland leerde trompet spelen in een weeshuis, Jenkins Orphanage. Tussen 1928 en 1933 speelde hij in de bekende 'territory band' van Alphonse Trent, waarmee hij ook opnames maakte. Daarna had hij eigen orkesten met Earl Bostic en Slam Stewart (1933-1938). Ook speelde hij kort met Willie Bryant, Jimmie Lunceford en de band van Lil Armstrong (1935-1936). Af en toe had hij een eigen band. In 1939 ging hij naar New York, waar hij speelde in de big bands van Coleman Hawkins en Fletcher Henderson (1940). Van 1941 tot 1946 speelde hij met Charlie Barnet, waarmee hij regelmatig opnames maakte. In 1946 toerde hij met Don Redman en saxofonist Don Byas in Europa. Hij besloot hier te blijven en woonde in Parijs en Zweden. Peanuts Holland had een grote invloed op de naoorlogse jazzscene in Europa. Hij nam tot 1960 (in totaal 46) platen op, die op Europese labels werden uitgebracht.

## Discografie (selectie)
- Club Session (opnames 1954, met opnames van andere musici, zoals Buck Clayton), Universal Music, 2000 (cd)
- Jazz in Paris (opnames 1953), Emarcy France
- Sammy Price and His Orchestra, feat. Peanuts Holland

- Bibliothèque nationale de France: cb13922790r (data)
- Gemeinsame Normdatei: 135336805
- International Standard Name Identifier: 0000 0000 5514 8636
- Library of Congress Control Number: n94074046
- MusicBrainz: 028bb2db-131c-4619-8476-60dd595e2eff
- Nationale Bibliotheek van Tsjechië: ola2002159305
- SNAC: w6vt2cp4
- Virtual International Authority File: 64193654
- WorldCat: E39PBJx4qDjGXcFWTHKMTMwKVC